# Andrew Wyatt
Andrew Wyatt Blakemore (New York, 15 maggio 1971) è un musicista, cantautore, produttore discografico e polistrumentista statunitense.
Ha iniziato la sua carriera suonando in band di New York come gli A.M. e i Black Beetle. Ha ottenuto una maggiore notabilità come frontman del gruppo svedese Miike Snow con il loro album di debutto, Miike Snow. Da allora Wyatt ha pubblicato altri due album con la band e uno da solista nel 2013, Descender. Wyatt ha poi lavorato assieme ad altri artisti, scrivendo o producendo canzoni, come Liam Gallagher, Lady Gaga, Lorde, Bruno Mars ed altri.
Nel 2019 vince l'Oscar alla miglior canzone originale per il suo lavoro con Lady Gaga, Mark Ronson e Anthony Rossomando nella canzone Shallow dal film A Star Is Born; nello stesso anno, i quattro ottengono anche il Grammy Award alla miglior canzone scritta per i media visivi.

## Primi anni ed istruzione
Wyatt è cresciuto a Perry Street a Manhattan negli anni 80'. All'età di diciotto anni, formò assieme a Greg Kurstin la band Funkraphiliacs, durata però per poco. Dopo aver lavorato agli Real World studios per all'incirca un anno, finché la dipendenza dalla droga e problemi psicologici lo costrinsero al ricovero in ospedale. Dopo la riabilitazione, Wyatt si trasferì per diversi anni in una piccola città di montagna del Colorado e frequentò brevemente l'Università del Colorado.

## Carriera

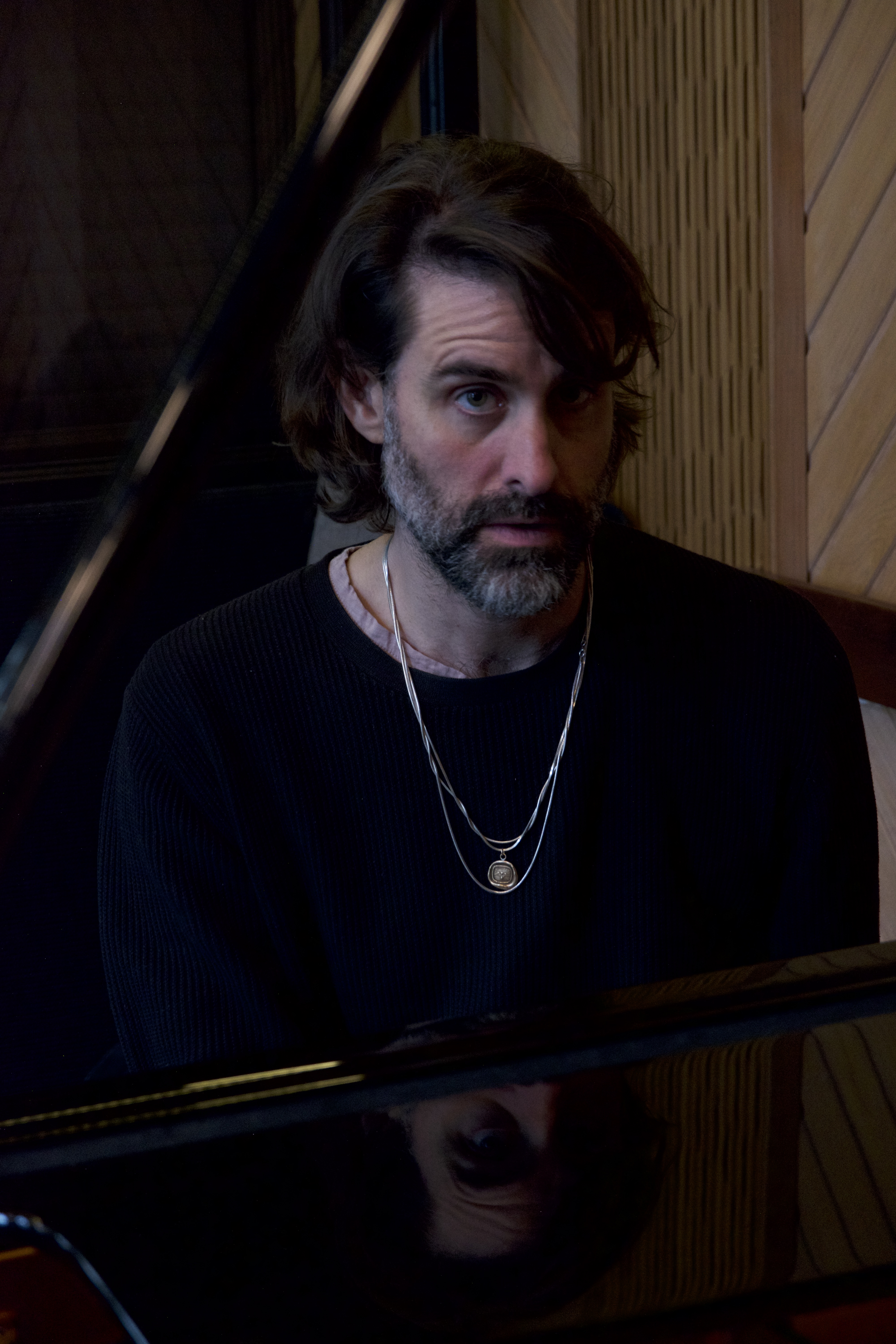
Andrew Wyatt ai RAK Studios, Londra

Dopo aver studiato brevemente al conservatorio classico, Wyatt tornò a New York e da li a poco formò la band The A.M. assieme a Michael Tighe e Parker Kindred; il gruppo pubblicò un solo album prima di sciogliersi nel 2005.
Wyatt è al momento il frontman della band svedese Miike Snow.
Al di fuori dei suoi lavori personali, Wyatt ha lavorato molto con altri artisti, scrivendo e/o producendo canzoni con Carl Barât, Mark Ronson, Tiggers, Dragons of Zynth, Coco Sumner e altri. Nel 2011, Wyatt ha co-scritto con Bruno Mars il brano Grenade; il singolo arrivò in cima alle classifiche di diverse nazioni, compresi gli Stati Uniti, ottendendo una nomination ai Grammy Awards per la canzone dell'anno.
Nel 2012 Wyatt ha partecipato, assieme a Mark Ronson e Wayne McGregor, alla creazione del balletto Carbon Life.
Wyatt ha pubblicato il suo album di debutto Descender il 16 aprile 2013; l'unica esibizione dal vivo dell'album è avvenuta il 10 maggio 2013 come parte del Downtown Festival. In un breve documentario diretto da Sebastian Mlynarski, intitolato The Making of Descender, Wyatt ha discusso la difficoltà di completare l'album in soltanto un mese, mostrando anche un dietro le quinte della realizzazione dell'album.
Nel 2019, Wyatt ha vinto l'Oscar alla miglior canzone originale per il brano Shalllow, scritto assieme a Lady Gaga, Mark Ronson e Anthony Rossomando. Per Ronson, Wyatt e Rossomando era la prima nomination e prima vincita, mentre per Gaga era la seconda nomination e prima vincita.
Il 29 giugno 2019 suona assieme a Liam Gallagher al festival di Glastonbury il singolo The River, che ha co-scritto e prodotto con Gallagher per il suo secondo album in studio, intitolato Why Me? Why Not., uno degli undici brani co-scritti da Wyatt, sette dei quali prodotti. L'album raggiunse il primo posto nelle classifiche del Regno Unito.

## Discografia

### Album in studio

#### Solista
- 2013 - Descender

#### Con band
- 2004 - The A.M.
- 2009 - Miike Snow
- 2012 - Happy to You
- 2016 - iii

### Produzioni e crediti
| Anno | Brano                                                      | Artista                         | Album                                                                     | Dettagli                     |
| --- | ---------------------------------------------------------- | ------------------------------- | ------------------------------------------------------------------------- | ---------------------------- |
| 2024 | These Walls                                                | Dua Lipa                        | Radical Optimism                                                          | Produttore/autore            |
| 2024 | Maria                                                      | Dua Lipa                        | Radical Optimism                                                          | Produttore/autore            |
| 2023 | Dance the Night                                            | Dua Lipa                        | Barbie the Album                                                          | Produttore/autore            |
| 2023 | I'm Just Ken                                               | Ryan Gosling                    | Barbie the Album                                                          | Autore                       |
| 2023 | What Was I Made For?                                       | Billie Eilish                   | Barbie the Album                                                          | Produttore                   |
| 2023 | Pink                                                       | Lizzo                           | Barbie the Album                                                          | Produttore/autore            |
| 2023 | Beyond The Pale                                            | Andrew Wyatt                    | Beyond The Pale - Single                                                  | Artista/autore/produttore    |
| 2023 | Creation of Barbie                                         | Andrew Wyatt, Mark Ronson       | Barbie (score)                                                            | Produttore/autore            |
| 2023 | Pink - "Barbie" Opening Theme                              | Andrew Wyatt, Mark Ronson       | Barbie (score)                                                            | Produttore/autore            |
| 2023 | Beach Off                                                  | Andrew Wyatt, Mark Ronson       | Barbie (score)                                                            | Produttore/autore            |
| 2023 | Ken Thinks                                                 | Andrew Wyatt, Mark Ronson       | Barbie (score)                                                            | Produttore/autore            |
| 2023 | Stairway to Weird Barbie                                   | Andrew Wyatt, Mark Ronson       | Barbie (score)                                                            | Produttore/autore            |
| 2023 | Thoughts of Death                                          | Andrew Wyatt, Mark Ronson       | Barbie (score)                                                            | Produttore/autore            |
| 2023 | Send Me Through the Portal                                 | Andrew Wyatt, Mark Ronson       | Barbie (score)                                                            | Produttore/autore            |
| 2023 | Ken Makes a Discovery                                      | Andrew Wyatt, Mark Ronson       | Barbie (score)                                                            | Produttore/autore            |
| 2023 | Bus Stop Billie                                            | Andrew Wyatt, Mark Ronson       | Barbie (score)                                                            | Produttore/autore            |
| 2023 | Mattel                                                     | Andrew Wyatt, Mark Ronson       | Barbie (score)                                                            | Produttore/autore            |
| 2023 | Meeting Ruth (feat. Molly Lewis)                           | Andrew Wyatt, Mark Ronson       | Barbie (score)                                                            | Produttore/autore            |
| 2023 | Lose These Chuckleheads                                    | Andrew Wyatt, Mark Ronson       | Barbie (score)                                                            | Produttore/autore            |
| 2023 | You Failed Me!                                             | Andrew Wyatt, Mark Ronson       | Barbie (score)                                                            | Produttore/autore            |
| 2023 | Alan vs Kens                                               | Andrew Wyatt, Mark Ronson       | Barbie (score)                                                            | Produttore/autore            |
| 2023 | Deprogramming                                              | Andrew Wyatt, Mark Ronson       | Barbie (score)                                                            | Produttore/autore            |
| 2023 | Warmth of Your Gaze                                        | Andrew Wyatt, Mark Ronson       | Barbie (score)                                                            | Produttore/autore            |
| 2023 | An Ending                                                  | Andrew Wyatt, Mark Ronson       | Barbie (score)                                                            | Produttore/autore            |
| 2023 | I Don't Have an Ending                                     | Andrew Wyatt, Mark Ronson       | Barbie (score)                                                            | Produttore/autore            |
| 2023 | What Was I Made For? (Epilogo)                             | Andrew Wyatt, Mark Ronson       | Barbie (score)                                                            | Produttore/autore            |
| 2022 | More Power                                                 | Liam Gallagher                  | C'mon You Know                                                            | Produttore/autore            |
| 2022 | Diamond in The Dark                                        | Liam Gallagher                  | C'mon You Know                                                            | Produttore/autore            |
| 2022 | Don't Go Halfway                                           | Liam Gallagher                  | C'mon You Know                                                            | Produttore/autore            |
| 2022 | It was not meant to be                                     | Liam Gallagher                  | C'mon You Know                                                            | Produttore/autore            |
| 2022 | Moscow Rules                                               | Liam Gallagher                  | C'mon You Know                                                            | Produttore/autore            |
| 2022 | I'm Free                                                   | Liam Gallagher                  | C'mon You Know                                                            | Produttore/autore            |
| 2022 | Better Days                                                | Liam Gallagher                  | C'mon You Know                                                            | Produttore/autore            |
| 2022 | Oh Sweet Children                                          | Liam Gallagher                  | C'mon You Know                                                            | Produttore/autore            |
| 2022 | The Joker                                                  | Liam Gallagher                  | C'mon You Know                                                            | Produttore/autore            |
| 2022 | Wave                                                       | Liam Gallagher                  | C'mon You Know                                                            | Produttore/autore            |
| 2022 | C'mon You Know                                             | Liam Gallagher                  | C'mon You Know                                                            | Produttore                   |
| 2022 | World's In need                                            | Liam Gallagher                  | C'mon You Know                                                            | Produttore                   |
| 2022 | Burning                                                    | Yeah Yeah Yeahs                 | Cool It Down                                                              | Produttore/autore            |
| 2022 | Different Today                                            | Yeah Yeah Yeahs                 | Cool It Down                                                              | Produttore/autore            |
| 2022 | Bless You                                                  | Liam                            | Diamond In The Dark EP                                                    | Produttore                   |
| 2022 | Sorry If I Hurt You                                        | Charli XCX                      | CRASH                                                                     | Autore                       |
| 2021 | Spinning (with Charli XCX & The 1975)                      | No Rome, Charli XCX, The 1975   | Spinning (with Charli XCX & The 1975)                                     | Autore                       |
| 2021 | Bonnie Hill                                                | Jungle                          | Loving in Stereo                                                          | Autore                       |
| 2020 | High                                                       | Miley Cyrus                     | Plastic Hearts                                                            | Produttore                   |
| 2020 | Golden G String                                            | Miley Cyrus                     | Plastic Hearts                                                            | Produttore/autore            |
| 2019 | Trigger                                                    | Major Lazer, Khalid             |                                                                           | Autore                       |
| 2019 | Hit Me Where It Hurts                                      | Caroline Polachek               | Pang                                                                      | Co-produttore/autore         |
| 2019 | Slide Away                                                 | Miley Cyrus                     |                                                                           | Produttore/autore            |
| 2019 | One of Us                                                  | Liam Gallagher                  | Why Me? Why Not.                                                          | Produttore/autore            |
| 2019 | Once                                                       | Liam Gallagher                  | Why Me? Why Not.                                                          | Produttore/autore            |
| 2019 | The River                                                  | Liam Gallagher                  | Why Me? Why Not.                                                          | Produttore/autore            |
| 2019 | Alright Now                                                | Liam Gallagher                  | Why Me? Why Not.                                                          | Produttore/autore            |
| 2019 | Gone                                                       | Liam Gallagher                  | Why Me? Why Not.                                                          | Produttore/autore            |
| 2019 | Invisible Sun                                              | Liam Gallagher                  | Why Me? Why Not.                                                          | Produttore/autore            |
| 2019 | Glimmer                                                    | Liam Gallagher                  | Why Me? Why Not.                                                          | Autore                       |
| 2019 | Shockwave                                                  | Liam Gallagher                  | Why Me? Why Not.                                                          | Autore                       |
| 2019 | Halo                                                       | Liam Gallagher                  | Why Me? Why Not.                                                          | Autore                       |
| 2019 | Be Still                                                   | Liam Gallagher                  | Why Me? Why Not.                                                          | Autore                       |
| 2019 | Meadow                                                     | Liam Gallagher                  | Why Me? Why Not.                                                          | Autore                       |
| 2019 | Don't Leave Me Lonely (feat. YEBBA)                        | Mark Ronson                     | Late Night Feelings                                                       | Autore                       |
| 2019 | When U Went Away (feat. YEBBA)                             | Mark Ronson                     | Late Night Feelings                                                       | Autore                       |
| 2019 | Mother's Daughter                                          | Miley Cyrus                     | She Is Coming                                                             | Produttore/autore            |
| 2019 | Party Up the Street                                        | Miley Cyrus                     | She Is Coming                                                             | Produttore/autore            |
| 2019 | Unholy                                                     | Miley Cyrus                     | She Is Coming                                                             | Produttore/autore            |
| 2019 | Cattitude                                                  | Miley Cyrus                     | She Is Coming                                                             | Produttore/autore            |
| 2019 | So Bad (feat. HAIM)                                        | Gesaffelstein                   | Hyperion                                                                  | Autore                       |
| 2019 | Mixer                                                      | Amber Mark                      |                                                                           | Produttore/autore            |
| 2018 | Don't Let the Sun Go Down on Me                            | Miley Cyrus                     | Restoration: The Songs of Elton John & Bernie Taupin                      | Produttore                   |
| 2018 | The Bitch Is Back                                          | Miley Cyrus                     | Restoration: The Songs of Elton John & Bernie Taupin                      | Produttore                   |
| 2018 | Amen                                                       | Lil Wayne                       | Creed II: Original Motion Picture Soundtrack                              | Co-produttore/autore         |
| 2018 | Shallow                                                    | Lady Gaga                       | A Star Is Born Soundtrack                                                 | Autore                       |
| 2018 | No Choir                                                   | Florence and the Machine        | High as Hope                                                              | Autore                       |
| 2018 | So Sad So Sexy                                             | Lykke Li                        | So Sad So Sexy                                                            | Autore                       |
| 2017 | Perfect Places                                             | Lorde                           | Melodrama                                                                 | Co-produttore/autore         |
| 2017 | First Time                                                 | Kacy Hill                       | Like a Woman                                                              | Autore                       |
| 2017 | Doesn't Have to Be That Way                                | Liam Gallagher                  | As You Were                                                               | Autore                       |
| 2017 | Come Back to Me                                            | Liam Gallagher                  | As You Were                                                               | Autore                       |
| 2017 | Paper Crown                                                | Liam Gallagher                  | As You Were                                                               | Autore                       |
| 2017 | Wall of Glass                                              | Liam Gallagher                  | As You Were                                                               | Autore                       |
| 2017 | Chinatown                                                  | Liam Gallagher                  | As You Were                                                               | Produttore/autore            |
| 2017 | Heaven                                                     | liv                             | Heaven                                                                    | Produttore/autore            |
| 2016 | Dream Awake                                                | liv                             | Dream Awake                                                               | Produttore/autore            |
| 2016 | Wings of Love (Tantra Version feat. Jasbir Jassi)          | liv                             | Wings of Love (Tantra Version)                                            | Produttore/autore            |
| 2016 | Wings of Love                                              | liv                             | Wings of Love                                                             | Produttore/autore            |
| 2016 | Wild Season                                                | Banks & Steelz                  | Anything But Words                                                        | Produttore/autore            |
| 2016 | Wish That You Were Here                                    | Florence + The Machine          | Soundtrack originale dal film Miss Peregrine's Home for Peculiar Children | Autore                       |
| 2016 | The Heart of Me                                            | Miike Snow                      | iii                                                                       | Produttore/autore            |
| 2016 | Genghis Khan                                               | Miike Snow                      | iii                                                                       | Produttore/autore            |
| 2016 | Heart Is Full                                              | Miike Snow                      | iii                                                                       | Produttore/autore            |
| 2016 | For U (feat. Charli XCX                                    | Miike Snow                      | iii                                                                       | Produttore/autore            |
| 2016 | I Feel the Weight                                          | Miike Snow                      | iii                                                                       | Produttore/autore            |
| 2016 | Back of the Car                                            | Miike Snow                      | iii                                                                       | Produttore/autore            |
| 2016 | Lonely Life                                                | Miike Snow                      | iii                                                                       | Produttore/autore            |
| 2016 | Over and Over                                              | Miike Snow                      | iii                                                                       | Produttore/autore            |
| 2016 | Longshot (7 Nights)                                        | Miike Snow                      | iii                                                                       | Produttore/autore            |
| 2016 | My Trigger                                                 | Miike Snow                      | iii                                                                       | Produttore/autore            |
| 2016 | Heart Is Full (Remix feat. Run the Jewels)                 | Miike Snow                      | Heart Is Full (Remix)                                                     | Produttore/autore            |
| 2016 | Empire Underground                                         | The Big Pink                    | Empire Underground                                                        | Autore                       |
| 2016 | Decoy                                                      | The Big Pink                    | Empire Underground                                                        | Produttore/autore            |
| 2016 | Everyday Life                                              | Lion Babe                       | Begin                                                                     | Co-produttore/autore         |
| 2015 | New Love                                                   | Dua Lipa                        | Dua Lipa                                                                  | Co-produttore/autore         |
| 2015 | Some Minds (feat. Andrew Wyatt)                            | Flume                           | Some Minds                                                                | Featuring/autore             |
| 2015 | Little Ballerina                                           | Emile Haynie                    | We fall                                                                   | Autore                       |
| 2015 | Who to Blame (feat. Randy Newman)                          | Emile Haynie                    | We fall                                                                   | Autore                       |
| 2015 | Come Find Me (feat. Lykke Li e Romy)                       | Emile Haynie                    | We fall                                                                   | Autore                       |
| 2015 | Nobody Believes You (feat. Andrew Wyatt e Colin Blunstone) | Emile Haynie                    | We fall                                                                   | Featuring/autore             |
| 2015 | Falling Apart (feat. Andrew Wyatt e Brian Wilson)          | Emile Haynie                    | We fall                                                                   | Featuring/autore             |
| 2015 | Dreams                                                     | Beck                            | Dreams                                                                    | Autore                       |
| 2015 | Hand in the Fire (feat. Charli XCX)                        | Mr. Oizo                        | Hand in the Fire                                                          | Autore                       |
| 2015 | Heavy and Rolling (feat. Andrew Wyatt)                     | Mark Ronson                     | Uptown Special                                                            | Featuring/autore             |
| 2015 | The Heart of You                                           | Anna Calvi                      | Soundtrack originale dal film The Divergent Series: Insurgent             | Autore                       |
| 2014 | Push (feat. Andrew Wyatt)                                  | A-Trak                          | Push                                                                      | Featuring/autore             |
| 2014 | Die Tonight                                                | Charli XCX                      | Sucker                                                                    | Autore                       |
| 2014 | I Need Ur Luv                                              | Charli XCX                      | Sucker                                                                    | Autore                       |
| 2013 | Horse Latitudes                                            | Andrew Wyatt                    | Descender                                                                 | Produttore/autore            |
| 2013 | Harlem Boyzz                                               | Andrew Wyatt                    | Descender                                                                 | Produttore/autore            |
| 2013 | Cluster Subs                                               | Andrew Wyatt                    | Descender                                                                 | Produttore/autore            |
| 2013 | She's Changed                                              | Andrew Wyatt                    | Descender                                                                 | Produttore/autore            |
| 2013 | And Septimus...                                            | Andrew Wyatt                    | Descender                                                                 | Produttore/autore            |
| 2013 | It Won't Let You Go                                        | Andrew Wyatt                    | Descender                                                                 | Produttore/autore            |
| 2013 | Descender (Death of 1000 Cuts)                             | Andrew Wyatt                    | Descender                                                                 | Produttore/autore            |
| 2013 | In Paris They Know How to Build a Monument                 | Andrew Wyatt                    | Descender                                                                 | Produttore/autore            |
| 2013 | There Is a Spring                                          | Andrew Wyatt                    | Descender                                                                 | Produttore/autore            |
| 2013 | Empty Church (feat. Andrew Wyatt)                          | Creep                           | Echoes                                                                    | Featuring/autore             |
| 2012 | Remedy (feat. Miike Snow)                                  | Crookers                        | From Then Until Now                                                       | Featuring/autore             |
| 2012 | When I Was Your Man                                        | Bruno Mars                      | Unorthodox Jukebox                                                        | Autore                       |
| 2012 | Moonshine                                                  | Bruno Mars                      | Unorthodox Jukebox                                                        | Autore                       |
| 2012 | Enter the Jokers Lair                                      | Miike Snow                      | Happy to You                                                              | Produttore/autore            |
| 2012 | The Wave                                                   | Miike Snow                      | Happy to You                                                              | Produttore/autore            |
| 2012 | Devil's Work                                               | Miike Snow                      | Happy to You                                                              | Produttore/autore            |
| 2012 | Vase                                                       | Miike Snow                      | Happy to You                                                              | Produttore/autore            |
| 2012 | God Help This Divorce                                      | Miike Snow                      | Happy to You                                                              | Produttore/autore            |
| 2012 | Bavarian #1 (Say You Will)                                 | Miike Snow                      | Happy to You                                                              | Produttore/autore            |
| 2012 | Pretender                                                  | Miike Snow                      | Happy to You                                                              | Produttore/autore            |
| 2012 | Archipelago                                                | Miike Snow                      | Happy to You                                                              | Produttore/autore            |
| 2012 | Black Tin Box (feat. Lykke Li)                             | Miike Snow                      | Happy to You                                                              | Produttore/autore            |
| 2012 | Paddling Out                                               | Miike Snow                      | Happy to You                                                              | Produttore/autore            |
| 2011 | Dazed                                                      | Daniel Merriweather             | Soundtrack originale dal film Arthur                                      | Produttore/autore            |
| 2010 | Change                                                     | Daniel Merriweather             | Love & War                                                                | Co-produttore/autore         |
| 2010 | For Your Money                                             | Daniel Merriweather             | Love & Money                                                              | Autore                       |
| 2010 | Je Regrette, Je Regrette                                   | Carl Barât                      | Carl Barât                                                                | Autore/ingegnere al mixaggio |
| 2010 | The Magus                                                  | Carl Barât                      | Carl Barât                                                                | Autore/ingegnere al mixaggio |
| 2010 | Ode to a Girl                                              | Carl Barât                      | Carl Barât                                                                | Autore/ingegnere al mixaggio |
| 2010 | What Have I Done                                           | Carl Barât                      | Carl Barât                                                                | Autore/ingegnere al mixaggio |
| 2010 | Somebody to Love Me (feat. Andrew Wyatt and Boy George)    | Mark Ronson & the Business Intl | Record Collection                                                         | Featuring/autore             |
| 2010 | Grenade                                                    | Bruno Mars                      | Doo-Wops & Hooligans                                                      | Autore                       |
| 2009 | Animal                                                     | Miike Snow                      | Miike Snow                                                                | Produttore/autore            |
| 2009 | Burial                                                     | Miike Snow                      | Miike Snow                                                                | Produttore/autore            |
| 2009 | Silvia                                                     | Miike Snow                      | Miike Snow                                                                | Produttore/autore            |
| 2009 | Song for No One                                            | Miike Snow                      | Miike Snow                                                                | Produttore/autore            |
| 2009 | Black & Blue                                               | Miike Snow                      | Miike Snow                                                                | Produttore/autore            |
| 2009 | Sans Soleil                                                | Miike Snow                      | Miike Snow                                                                | Produttore/autore            |
| 2009 | Cult Logic                                                 | Miike Snow                      | Miike Snow                                                                | Produttore/autore            |
| 2009 | Plastic Jungle                                             | Miike Snow                      | Miike Snow                                                                | Produttore/autore            |
| 2009 | In Search Of                                               | Miike Snow                      | Miike Snow                                                                | Produttore/autore            |
| 2009 | Faker                                                      | Miike Snow                      | Miike Snow                                                                | Produttore/autore            |
| 2009 | The Rabbit                                                 | Miike Snow                      | Miike Snow                                                                | Produttore/autore            |
| 2009 | Billie Holiday                                             | Miike Snow                      | Miike Snow                                                                | Produttore/autore            |
| 2009 | Garden                                                     | Miike Snow                      | Miike Snow                                                                | Produttore/autore            |
| 2009 | No Starry World                                            | Miike Snow                      | Miike Snow                                                                | Produttore/autore            |
| 2007 | PoP! Goes My Heart                                         | Hugh Grant                      | Soundtrack originale dal film Music and Lyrics                            | Produttore/autore            |
| 2007 | Buddha's Delight                                           | Haley Bennett                   | Soundtrack originale dal film Music and Lyrics                            | Autore                       |
| 2007 | Entering Bootytown                                         | Haley Bennett                   | Soundtrack originale dal film Music and Lyrics                            | Autore                       |
| 2007 | Invincible                                                 | Haley Bennett                   | Soundtrack originale dal film Music and Lyrics                            | Produttore/autore            |
| 2005 | Shine                                                      | Ricky Fanté                     | Soundtrack originale dal film Robots                                      | Autore                       |
| 2003 | Deep City Diver                                            | The A.M.                        | The A.M.                                                                  | Autore                       |
| 2003 | If I Was the Sheriff                                       | The A.M.                        | The A.M.                                                                  | Autore                       |
| 2003 | Utopia                                                     | The A.M.                        | The A.M.                                                                  | Autore                       |
| Nella colonna "Dettagli", con "Autore" si intende UNO degli autori della canzone, non per forza l'unico |                                                            |                                 |                                                                           |                              |

## Riconoscimenti
| Anno | Riconoscimento                              | Categoria                                            | Brano           | Esito           | Note   |
| ---- | ------------------------------------------- | ---------------------------------------------------- | --------------- | --------------- | ------ |
| 2012 | Grammy Awards                               | Canzone dell'anno                                    | Grenade         | Candidato/a     | [ 33 ] |
| 2018 | Hollywood Music in Media Awards             | Miglior canzone originale - film                     | Shallow         | Vincitore/trice | [ 34 ] |
| 2019 | Oscar                                       | Miglior canzone originale                            | Shallow         | Vincitore/trice | [ 35 ] |
| 2019 | Capri Hollywood International Film Festival | Miglior canzone originale                            | Shallow         | Vincitore/trice | [ 36 ] |
| 2019 | Critics' Choice Awards                      | Miglior Canzone                                      | Shallow         | Vincitore/trice | [ 37 ] |
| 2019 | Georgia Film Critics Association            | Miglior canzone originale                            | Shallow         | Vincitore/trice | [ 38 ] |
| 2019 | Golden Globe Awards                         | Miglior canzone originale                            | Shallow         | Vincitore/trice | [ 39 ] |
| 2019 | Grammy Awards                               | Canzone dell'anno                                    | Shallow         | Candidato/a     | [ 40 ] |
| 2019 | Grammy Awards                               | Grammy Award alla miglior canzone per i media visivi | Shallow         | Vincitore/trice | [ 40 ] |
| 2019 | Houston Film Critics Society                | Miglior canzone originale                            | Shallow         | Vincitore/trice | [ 41 ] |
| 2019 | Satellite Award                             | Miglior canzone originale                            | Shallow         | Vincitore/trice | [ 42 ] |
| 2024 | Golden Globe Awards                         | Miglior canzone originale                            | I'm Just Ken    | Candidato/a     | [ 39 ] |
| 2024 | Golden Globe Awards                         | Miglior canzone originale                            | Dance the Night | Candidato/a     | [ 39 ] |
| 2024 | Critics' Choice Awards                      | Miglior canzone                                      | I'm Just Ken    | Vincitore/trice | [ 37 ] |
| 2024 | Critics' Choice Awards                      | Miglior canzone                                      | Dance the Night | Candidato/a     | [ 37 ] |
| 2024 | Grammy Awards                               | Canzone dell'anno                                    | Dance the Night | Candidato/a     | [ 43 ] |
| 2024 | Grammy Awards                               | Miglior canzone per i media visivi                   | Dance the Night | Candidato/a     | [ 43 ] |
| 2024 | Grammy Awards                               | Miglior canzone per i media visivi                   | I'm Just Ken    | Candidato/a     | [ 43 ] |
| 2024 | Grammy Awards                               | Miglior colonna sonora per i media visivi            | Barbie          | Candidato/a     | [ 43 ] |
| 2024 | Satellite Award                             | Miglior canzone originale                            | I'm Just Ken    | Candidato/a     |        |
| 2024 | Oscar                                       | Miglior canzone originale                            | I'm Just Ken    | Candidato/a     | [ 44 ] |